# Liste der Einträge im National Register of Historic Places im Colorado County
Die Liste der Registered Historic Places im Colorado County führt alle Bauwerke und historischen Stätten im texanischen Colorado County auf, die in das National Register of Historic Places aufgenommen wurden.

## Aktuelle Einträge
| Lfd. Nr. | Name im NRHP                                 | Bild | Datum der Eintragung | Adresse/Lage | Ort        | NRHP-ID  | Beschreibung |
| -------- | -------------------------------------------- | ---- | -------------------- | --- | ---------- | -------- | ------------ |
| 1        | Colorado County Courthouse                   |      | 12. Juli 1976        | Bounded by Milam, Spring, Travis and Walnut Sts.                                                                    | Columbus   | 76002015 |              |
| 2        | Colorado County Courthouse Historic District |      | 23. Juni 1978        | Roughly bounded by Preston, Walnut, Milam, Front, Washington, and Live Oak Sts.                                     | Columbus   | 78002907 |              |
| 3        | Eagle Lake Commercial Historic District      |      | 5. Juni 2007         | 100-416 E. Main St., 101-108 W. Main St., 101-124 Commerce St., 101-201 N. McCarty Ave., 100-203 E. Post Office St. | Eagle Lake | 07000494 |              |
| 4        | Harrison-Hastedt House                       |      | 22. März 2004        | 236 Preston St. | Columbus   | 04000231 |              |
| 5        | John Stafford House                          |      | 30. Aug. 1994        | S of Columbus on U.S. 71                                                                                            | Columbus   | 76002016 |              |
| 6        | Stafford Bank and Opera House                |      | 8. Mai 1973          | Milan and Spring Sts.                                                                                               | Columbus   | 73002276 |              |
| 7        | State Highway 3 Bridge at the Colorado River |      | 10. Okt. 1996        | US 90, .6 mi. E of jct. with Loop 329                                                                               | Columbus   | 96001111 |              |
| 8        | Zimmerscheidt-Leyendecker House              |      | 19. März 1982        | S of Columbus on FR 109                                                                                             | Columbus   | 79002926 |              |